# Segundo gobierno de Carlos Soublette
El segundo gobierno de Carlos Soublette fue electo a través de elecciones indirectas por el Congreso Nacional. Fue el último mandato presidencial de Soublette, quien le entregó el poder a Diego Bautista Urbaneja en 1847.

## Antecedentes
Carlos Soublette había sido presidente encargado de la república por designación del Congreso Nacional entre 1837 y 1839. Se presentó a elecciones, esta vez como presidente, ganando a Santos Michelena y a Diego Bautista Urbaneja. Soublette asumió el 24 de enero de 1843, continuando la influencia del Partido Conservador en la política nacional.

## Gabinete
Juan Manuel Manrique y Francisco Cobos Fuertes fueron sus ministros de Interior y Justicia, Rafael Urdaneta y Francisco Hernáiz sus ministros de Guerra y Marina, mientras que Francisco Aranda, Juan Manuel Manrique y Pedro de las Casas fueron ministros de Hacienda y Relaciones Exteriores. En 1844 Fermín Toro fue designado ministro plenipotenciario.

## Política nacional

### Política legislativa
Al comienzo de su mandato, Soublette decretó el indulto contra todas las personas que se hubieran alzado entre 1830 y 1836, permitiéndoles volver al país.

### Política económica
Durante este tiempo, Venezuela exportaba principalmente cacao y café. En 1842 hubo una crisis económica en Occidente que trajo como consecuencia una baja de los precios mundiales de estos cultivos, por lo cual los ingresos del país se vieron afectados negativamente ese año.

### Política de defensa
Hacia el final de su gobierno se decretó el reclutamiento forzado.

### Política de infraestructura
En 1845 se inauguró la carretera Caracas-La Guaira.

### Política de inmigración
Como continuación de una iniciativa de Páez, Venezuela recibió en 1843 un barco de 134 inmigrantes alemanes que fundaron la Colonia Tovar ese año. Los terrenos fueron donados por Manuel Felipe de Tovar por decisión de su padre.

## Política exterior
El ministro plenipotenciario de Venezuela, Fermín Toro, designado para delimitar la frontera con Colombia, llevó a cabo negociaciones que no funcionaron, cesando al cabo de un año.

## Elecciones presidenciales de 1846
En las elecciones presidenciales de 1846 los conservadores intentaron hacer el primer fraude electoral en la historia de Venezuela, para evitar que el Partido Liberal ganara. Ramón Díaz Sánchez escribió al respecto: «A medida que discurren los días y se aproximan las elecciones primarias, preámbulo de las presidenciales, el ministro del Interior, Cobos Fuertes llevará hasta sus límites la batida contra los liberales. Depondrá con la misma drasticidad a los miembros de otros Concejos y en algunas regiones despojará a los adversarios de su derecho de sufragantes. Anulará sus trabajos. Les hará encarcelar. En San Juan de los Morros la Junta Electoral declara facciosos a los liberales. En Maracay la plancha de éstos es rechazada porque sus partidarios ostentan retratos de Guzmán "y allí no se va a votar por muñecos". En Villa de Cura se impide a un comerciante, de nombre Ezequiel Zamora, consignar su voto porque es uno de los más entusiastas guzmancistas».

## Oposición

### Partido Liberal
Durante el gobierno de Soublette, Antonio Leocadio Guzmán del Partido Liberal, fue perfilándose como un posible ganador, sin embargo, fue inhabilitado políticamente para ejercer cargos públicos y apresado.